# Yuri Shliapin
Yuri Aleksandrovich Shlyapin (en ruso: Юрий Александрович Шляпин, (Moscú, 14 de enero de 1932- Moscú, 8 de julio de 2009) fue un jugador de waterpolo de la Unión Soviética.
Shliapin participó en los Juegos Olímpicos de Helsinki de 1952, donde acabó séptimo con el equipo nacional de la Unión Soviética. Cuatro años más tarde, en los Juegos de Melbourne, se colgó la medalla de bronce en la misma competición. A nivel de clubs, siempre jugó con el Dinamo de Moscú, con el que ganó siete campeonatos soviéticos (1955, 1957, 1958 y de 1960 a 1962). Una vez retirado, en 1962, ejerció de entrenador durante un breve período y ocupó diferentes cargos directivos en el Spartak Moscú.